# ميدلتون (نيوهامشير)
ميدلتون (بالإنجليزية: Middleton, New Hampshire)‏ هي بلدة أمريكية تقع في الولايات المتحدة في مقاطعة سترافورد. يقدر عدد سكانها بـ 1,783 نسمة ومساحتها 47.9 كم2 وترتفع عن سطح البحر 235 متر.